# 安蘇の川原
安蘇の川原（あそのかわら）は奈良・平安期の地名であり、下野国の歌枕。慈覚大師ゆかりの川原でもある。

## 概要
万葉集に見える、《しもつけぬあそのかわらよ》の東歌以降、「安蘇の川原」は歌枕として和歌に用いられて来た。
安蘇の川原の所在地は、下野国安蘇郡安蘇郷を流れ、付け替え前の古代の栃木県佐野市内の秋山川の川原に存在したとする見解がある。
国学者・河野守弘が嘉永年代に完成させた『下野国誌』には、「江尻の流れは安蘇川に落ちるなり」とある。
一方で安蘇の川原とは、この地域を流れる主要な河川のいずれかの川原であり、安蘇郷を意味するものではないとされているという理解を示す見解や、その所在地は明らかでないとする見解、上つ毛野安蘇の河原が渡良瀬川や利根川本流だとする見解もある。
また、栃木県佐野市内の秋山川沿いにある、旧栃木県立田沼高等学校付近にある唐沢橋や日光例幣使街道付近には安蘇の川原を詠んだ歌碑が現存している。

## 安蘇の川原を詠んだ歌
- 志母都家努　安素乃河泊良欲　伊之布麻受　蘇良由登伎奴与　奈我己許呂能礼 （しもつけぬあそのかわらよ石ふまずそらゆ時ぬよなが心のれ） 〔万葉集 3425〕[3][4][5][12]

- あつま女とねさめてきけは下野やあその川原に千鳥鳴くなり　源頼政 〔源頼政集〕[12][13]

- 楸おふるあそのかはらのかわ颪にたぐふ千鳥の声のさやけさ 藤原清輔 〔清輔集〕[1]

- 石踏まず安蘇の川原に行き暮れて三香保の崎にけふやとまらん　蓮生 〔新千載集〕[13]